# Geologisches Museum Kopenhagen

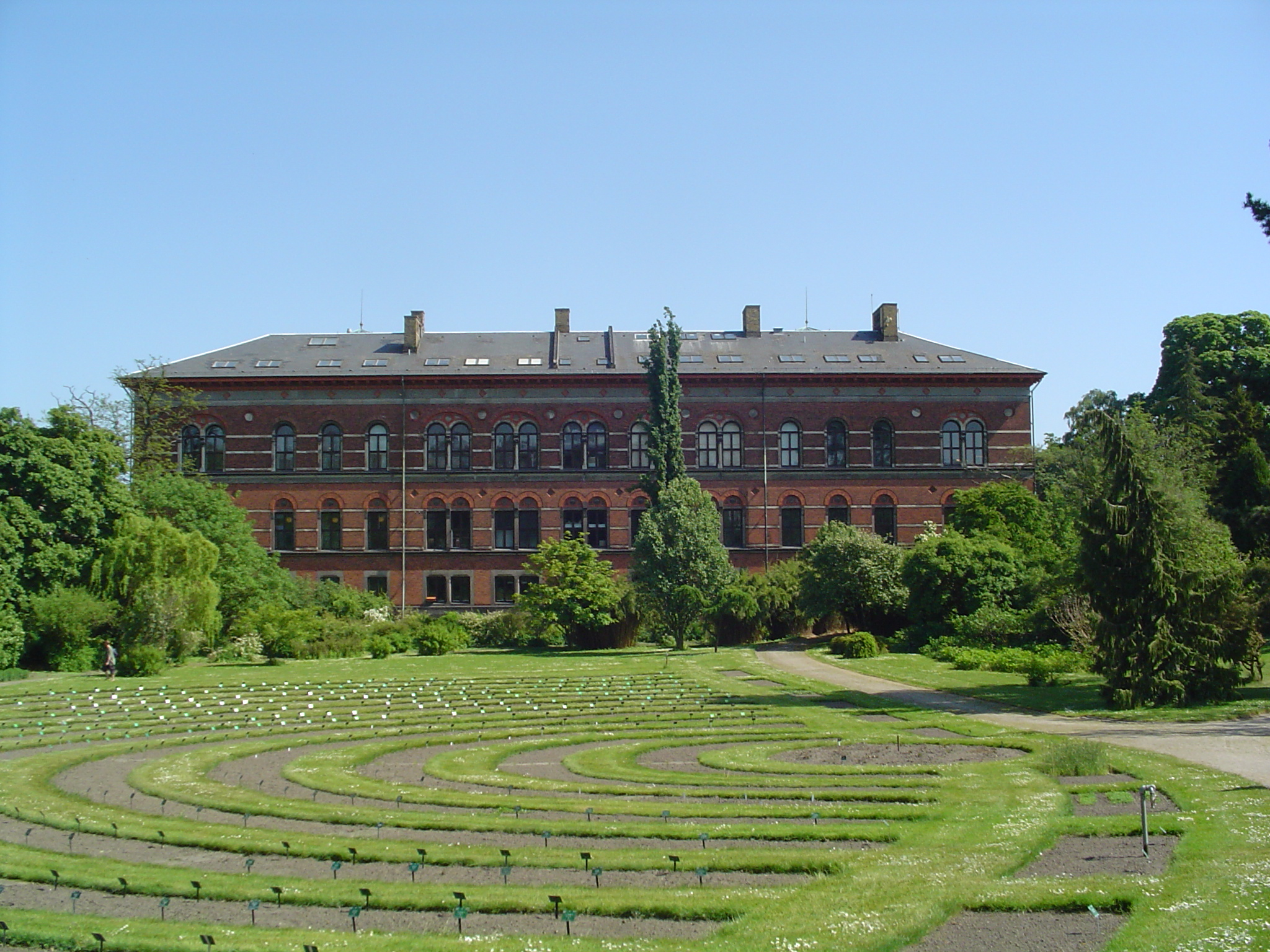
Geologisches Museum Kopenhagen

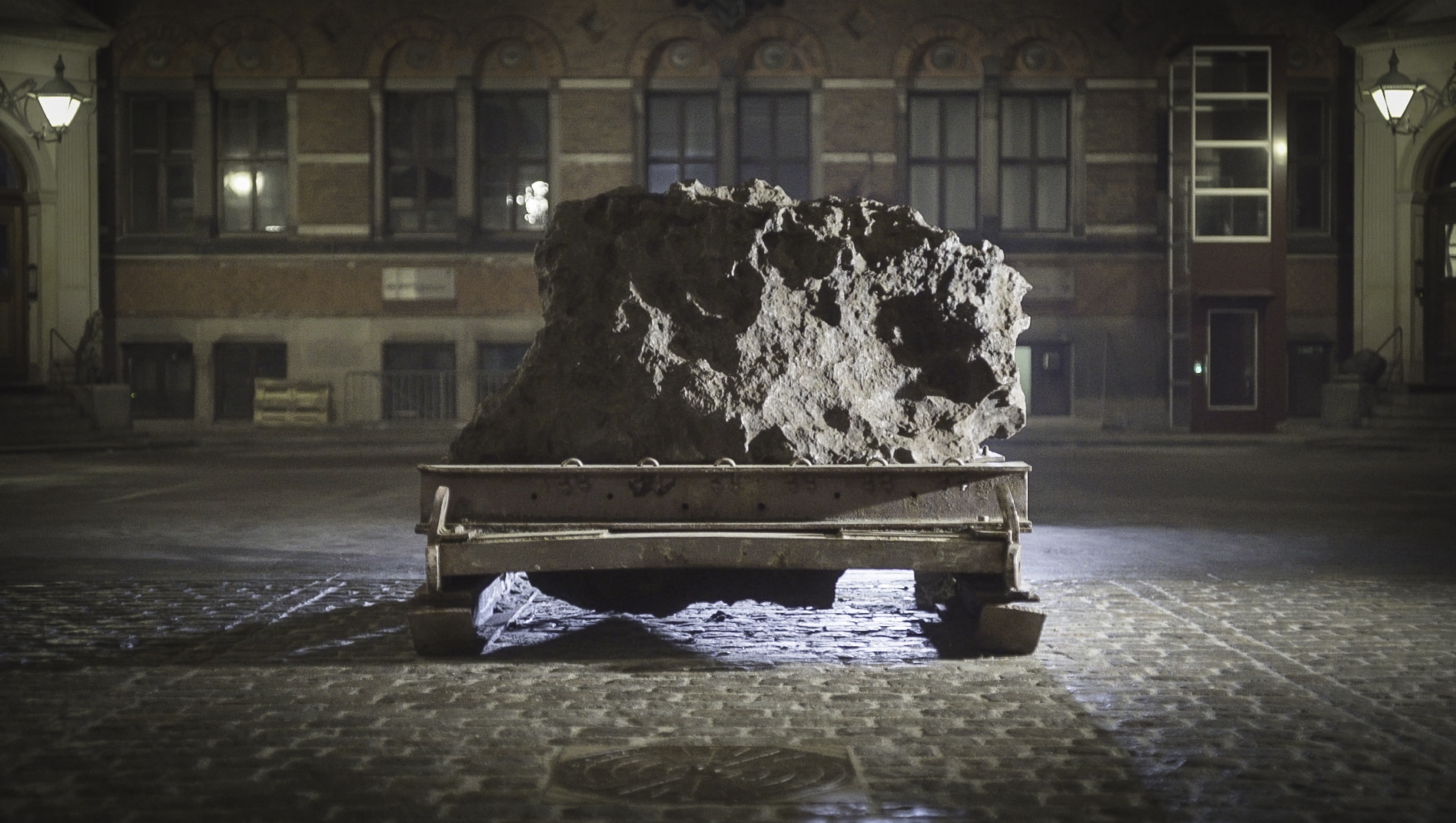
Meteorit Agpalilik im Hof des Museums

Das Geologische Museum Kopenhagen oder dänisch Geologisk Museum, früher auch  Mineralogisches Museum Kopenhagen, ist ein staatliches naturhistorisches Naturkundemuseum für Geologie mit einer Sammlung von Mineralien, Gesteinen, Meteoriten und Fossilien in Kopenhagen. Es bildet gemeinsam mit dem Botanischen Garten und dem Zoologischem Museum das Staatliche Naturkundemuseum Dänemarks in Kopenhagen. Es gehört zur Universität Kopenhagen. Das jetzige Gebäude wurde 1893 bezogen.
Teile der Sammlungen gehen bis auf das 16. Jahrhundert zurück. Die Sammlungen beinhalten unter anderem Stücke aus Grönlandexpeditionen und aus der Königlichen Kunstkammer sowie der Sammlung Museum Wormianum von Ole Worm.